# Джовани Батиста Джизлени
Вижте пояснителната страница за други личности с името Джовани.
Джовани Батиста Джизлени (на италиански: Giovanni Battista Gisleni) е италиански архитект, сценограф и музикант.

## Биография
Роден е през 1600 година в Рим, Папска държава, но прекарва голяма част от живота си в Жечпосполита. През 1630 година постъпва на служба в двора на крал Сигизмунд III и остава там и при неговите наследници Владислав IV и Ян II Кажимеж. Връща се в Италия през 1668 година.
Умира на 3 май 1672 година в Рим на 72-годишна възраст.